# بيت السيد (بني حشيش)

تعديل مصدري - تعديل

بيت السيد هي إحدى قرى عزلة عيال مالك بمديرية بني حشيش التابعة لمحافظة صنعاء، بلغ تعداد سكانها 1418 نسمة حسب تعداد اليمن لعام 2004.